# 4X

Civilization phổ biến việc quản lý đế chế một cách chi tiết đã trở thành chuẩn mực của những game chiến lược.

4X (viết tắt của eXplore (thăm dò), eXpand (mở rộng), eXploit (khai thác) và eXterminate (triệt tiêu)), là một thể loại con của các trò chơi điện tử và trò chơi với bàn cờ chiến lược, trong đó người chơi toàn quyền kiểm soát cả một đế chế. Thuật ngữ 4X được Alan Emrich đưa ra lần đầu tiên trong bài giới thiệu về game Master of Orion cho tạp chí Computer Gaming World vào tháng 9 năm 1993. Kể từ đó, ngành công nghiệp game đã tiếp nhận thuật ngữ này và dùng nó để mô tả những game có kiểu thiết kế và phạm vi tương tự.
Theo truyền thống này thì những game 4X được biết đến chủ yếu là vì lối chơi cực kỳ phức tạp và có chiều sâu của chúng, thường theo mô hình xây dựng cả một đế chế (trên toàn thế giới hoặc vũ trụ, hay một vùng đất nào đấy) với các thành phần như: quản lý kinh tế, công nghệ, giao thương, ngoại giao, nghiên cứu, quân sự phải hết sức chi li và gây không ít khó khăn cho người chơi, đặc biệt là người mới chơi thể loại này lần đầu tiên. Còn thành phần chiến trận chỉ là một phần trong cách chơi. Các game dạng này thường mất một thời gian dài để hoàn thành mục tiêu cho tới lúc đủ số lượng quản lý vi mô cần thiết để duy trì phạm vi cùng sự phát triển của cả một đế chế. Những game 4X đôi khi hay bị chỉ trích vì sự dài dòng tẻ nhạt của những nguyên nhân này, một vài game đã cố gắng khắc phục những quan ngại này bằng cách hạn chế quản lý vi mô với các mức độ thành công khác nhau.

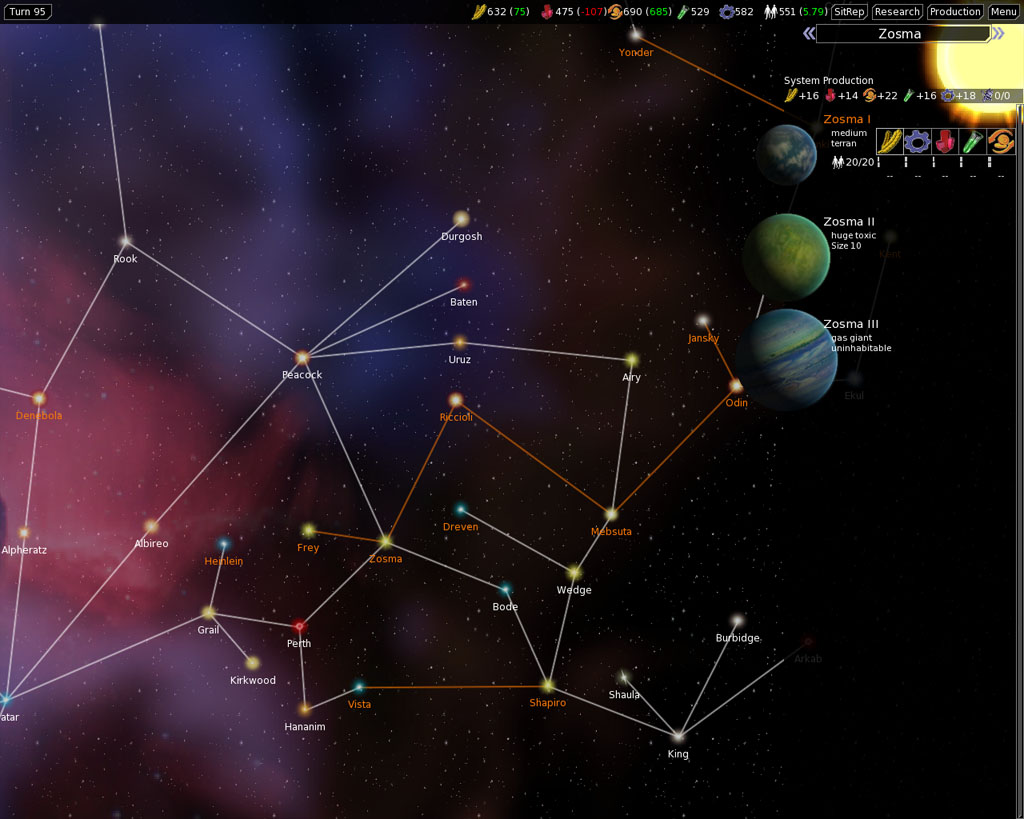
Hình chụp cảnh trong game FreeOrion chịu ảnh hưởng từ tựa game Master of Orion.

Trong lúc đó, dòng game chiến thuật thời gian thực RTS mà đại diện lớn nhất là StarCraft và WarCraft của Blizzard. Kết quả trận đánh trong game thể loại này không chỉ nhờ tầm nhìn chiến thuật toàn cục, mà còn cả tính nhạy bén trong những lần đối đầu, dựa vào nghệ thuật điều quân hay quản lý vi mô (micro management) vượt trội để giành chiến thắng. Do những đặc trưng cơ bản trên, các thể nghiệm kết hợp 4X và RTS thường gặp thất bại, ngoại trừ thành công của một số ít game như loạt game Total War, Lord of the Realms. Có thể thấy trong Total War, hoạt động xây dựng quốc gia, ngoại giao, kinh tế, quân sự, v.v. đều diễn ra trên bản đồ theo lượt, và game chỉ chuyển sang chế độ RTS khi quân đội hai bên gặp nhau trên bản đồ lớn.
Những game 4X thời kỳ sơ khai thường vay mượn ý tưởng từ các bộ cờ board game và những game dạng chữ trong thập niên 1970. Những game 4X đầu tiên đa phần đều thuộc thể loại theo lượt nhưng thể loại thời gian thực cũng không phải là hiếm. Nhiều tựa game 4X được phát hành vào giữa thập niên 1990, nhưng số bán chạy về sau thì chỉ thuộc về các tựa game chiến lược. Dòng game Civilizationcủa Sid Meier chính là ví dụ điển hình về sự hình thành thời đại, phổ biến các mức độ chi tiết mà sau này đã trở thành chuẩn mực của thể loại này. Bước vào thiên niên kỷ mới, một vài tựa game 4X được phát hành đã bị chỉ trích dữ dội nhưng lại đạt được thành công về mặt thương mại.

## Định nghĩa

những game 4X như Master of Orion II để cho một đế quốc khám phá bản đồ, mở rộng bằng cách thành lập thuộc địa mới và khai thác tài nguyên của họ. Người chơi có thể giành lấy chiến thắng bằng cách tiêu diệt tất cả đối thủ trong game.

Thuật ngữ 4X được Alan Emrich đưa ra lần đầu tiên trong bài giới thiệu về game Master of Orion cho tạp chí Computer Gaming World vào năm 1993. Ông đã xếp loại game với bốn ký tự "XXXX" là kiểu chơi chữ trong hệ thống xếp loại XXX dành cho sách báo khiêu dâm. Bốn chữ X là viết tắt cho bốn từ explore, expand, exploit, và exterminate trong tiếng Anh. Một số nhà bình luận đôi lúc cũng dán nhãn 4X vào các tựa game để miêu tả một thể loại game với những quy ước cách chơi đặc trưng gồm:
- Explore (thăm dò) nghĩa là người chơi gửi một đơn vị do thám đi xuyên bản đồ để khám phá các vùng lãnh thổ xung quanh.
- Expand (mở rộng) nghĩa là người chơi xác nhận một lãnh thổ mới bằng cách tạo ra các khu định cư mới, hoặc đôi khi bằng cách mở rộng ảnh hưởng của các khu định cư hiện tại.
- Exploit (khai thác) nghĩa là người chơi thu thập và sử dụng các nguồn tài nguyên trong khu vực mà họ kiểm soát và nâng cao hiệu quả của việc sử dụng đó.
- Exterminate (chinh phục) nghĩa là tấn công và tiêu diệt người chơi đối phương. Sau khi chiếm giữ các vùng lãnh thổ và loại bỏ sự hiện diện của đối thủ máy là cách duy nhất để đạt được sự mở rộng hơn nữa.

Bốn yếu tố của trò chơi được mô tả thông qua bốn giai đoạn trong suốt diễn biến của một game 4X. Những giai đoạn này thường chồng chéo với nhau và thay đổi độ dài tùy thuộc vào thiết kế trò chơi. Ví dụ như loạt game Space Empires và trò Galactic Civilizations II: Dark Avatar có một giai đoạn mở rộng lâu dài, bởi vì người chơi thường phải đầu tư rộng lớn trong quá trình nghiên cứu để có thể khám phá và mở rộng ở bất kỳ khu vực nào.

### Ý kiến khác
Khá nhiều game chiến lược được cho rằng có chứa đựng cả chu trình thăm dò, mở rộng, khai thác, chinh phục. Tuy nhiên, các nhà báo, nhà phát triển và những người đam mê game thường áp dụng "4X" cho một lớp đặc trưng của game nhiều hơn, và những game 4X thường trái ngược hẳn với những game chiến lược khác như Command & Conquer. Vì vậy, các tác giả đã cố gắng chỉ ra cách mà các game 4X được định nghĩa nhiều hơn là chỉ có bốn X. Các trang web về game như 1UP.com đã nói rõ rằng game 4X được phân biệt bởi quy mô và độ phức tạp lớn hơn cùng với cách sử dụng đường lối ngoại giao rắc rối vượt quá tiêu chuẩn "bạn hay thù" có thể nhìn thấy trong các game chiến lược khác. Những nhà phê bình như Wired đã xác nhận rằng các game 4X hay đưa ra một loạt các tùy chọn ngoại giao và chúng nổi tiếng nhờ vào sự chi tiết của những đế chế rộng lớn và lối chơi phức tạp. Đặc biệt, các game 4X còn cung cấp việc kiểm soát chi tiết nền kinh tế của đế chế, trong khi các game chiến lược khác lại đơn giản hóa vấn đề này để ưu tiên cho lối chơi nhấn mạnh đến phần chiến trận.

## Đặc điểm

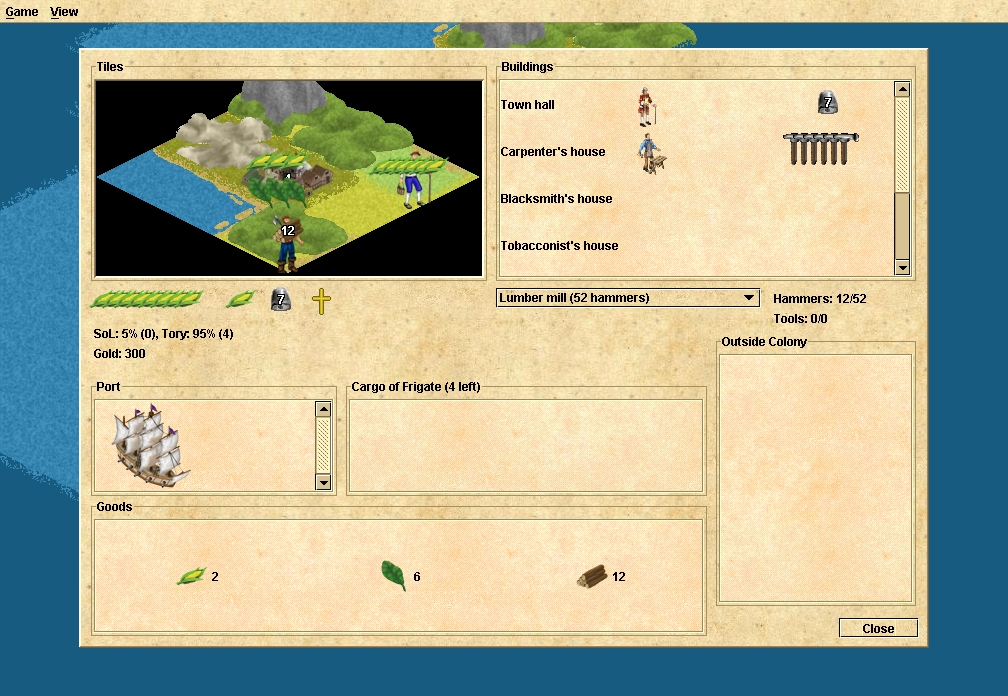
FreeCol được coi là hình mẫu điển hình của dòng game 4X khi mà trong game có hẳn một giao diện riêng biệt cho việc quản lý từng khu định cư.

Dòng game 4X là một nhánh phụ của thể loại game chiến lược, bao gồm cá hai thể loại là chiến lược theo lược và chiến lược thời gian thực. Cách chơi đòi hỏi cần phải xây dựng một đế chế, thường diễn ra diễn ra trong bối cảnh như Trái Đất, một thế giới hư cấu, hoặc trong vũ trụ. Mỗi người chơi có quyền kiểm soát một nền văn minh khác nhau hoặc chủng tộc với các đặc tính và thế mạnh riêng biệt. Hầu hết các game 4X đều đại diện cho những khác biệt về chủng tộc với một bộ sưu tập tiền thưởng kinh tế và quân sự, mặc dù một vài game như Sword of the Stars cung cấp khả năng rất khác nhau cho mỗi chủng tộc. Các game 4X thường không có tính năng tường thuật một chiến dịch hoặc kịch bản điển hình vì điều này sẽ gây trở ngại trong việc tự do xây dựng một đế chế rộng lớn hơn lối chơi nhiều giờ liền.

### Công nghệ
Tính năng tiêu biểu của các game 4X chính là phần cây công nghệ, đại diện cho một loạt các tiến bộ mà người chơi có thể mở khóa để lấy được các đơn vị quân, công trình, và khả năng mới khác. Cây công nghệ trong các game 4X thường có sự lựa chọn lớn hơn so với các game chiến lược khác. Đế chế của người chơi thường phải tạo ra nguồn tài nguyên để dành cho việc nghiên cứu và đầu tư vào công nghệ mới. Trong các game 4X, điều kiện tiên quyết chính cho quá trình nghiên cứu một công nghệ tiên tiến chính là kiến thức của công nghệ trước đó. Điều này thực sự trái ngược với những game chiến lược thời gian thực không phải 4X, nơi mà sự phát triển công nghệ được thực hiện bằng cách xây dựng các công trình kiến trúc thông qua đó mà tiến tới những đơn vị quân và công trình tiên tiến hơn.

### Nghiên cứu
Nghiên cứu là thành phần đóng một vai trò rất quan trọng trong dòng game 4X vì sự phát triển công nghệ chính là chìa khóa dẫn đến thành công trong công cuộc chinh phục và tiêu diệt đối phương. Các trận chiến thường giành lấy thắng lợi bởi công nghệ quân sự cao hơn hoặc với số lượng lớn, trong khi chiến thuật chiến trận chỉ chiếm một phần rất nhỏ hoặc không mấy khi ảnh hưởng tới chiến cuộc. Ngược lại, việc nâng cấp quân sự trong các game không phải 4X thường khá ít ỏi và các đơn vị quân công nghệ cơ bản vẫn còn giữ tầm quan trọng trong suốt diễn biến của game.

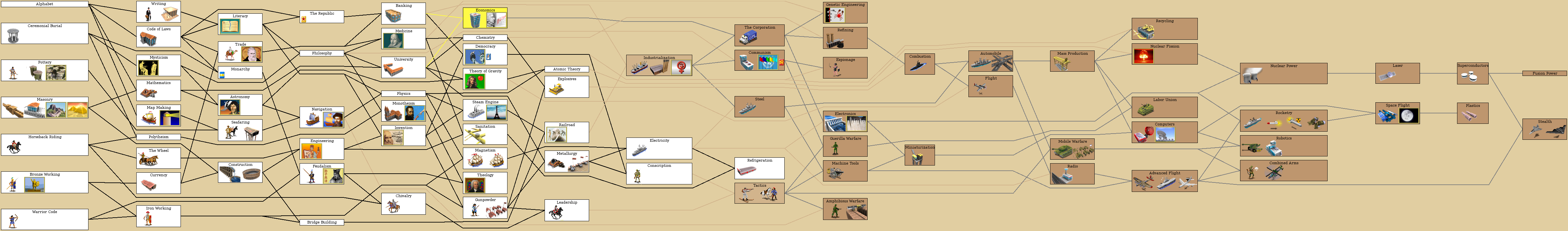
Một phần của cây công nghệ trong Freeciv. Lưu ý những phụ thuộc phức tạp giữa các công nghệ.

### Chiến trận
Chiến trận cũng là một phần quan trọng không kém của dòng game 4X, bởi vì các game 4X cho phép người chơi để giành lấy chiến thắng có thể thực hiện theo cách sau đây là hủy diệt tất cả người chơi đối thủ hoặc chinh phục một số lượng cứ điểm trong vũ trụ của game. Một số game 4X, chẳng hạn như trong game Galactic Civilizations, việc giải quyết trận đánh theo hướng tự động hóa, bất cứ khi nào hai đơn vị từ bên tham chiến chạm trán với nhau. Điều này trái ngược hẳn với các game 4X khác, chẳng hạn như Master of Orion, cho phép người chơi quản lý các trận đánh trên một màn hình trận chiến chiến thuật. Ngay cả trong các game 4X, việc kiểm soát có phần chi tiết hơn trong các trận chiến thì chiến thắng thường được xác định bằng những con số và công nghệ cấp cao, trận chiến chiến thuật chỉ đóng một phần nhỏ. Các game 4X khác với các game chiến lược chú trọng phần chiến trận bằng cách nhấn mạnh vào vai trò của nghiên cứu và kinh tế. Việc nghiên cứu những công nghệ mới sẽ dẫn đến những đơn vị quân tham chiến mới được mở ra. Một vài tựa game 4X thậm chí còn cho phép người chơi tiến hành việc nghiên cứu các thành phần đơn vị khác nhau. Đây chính là điển hình của những game 4X về vũ trụ, nơi mà người chơi có thể lắp ráp một phi thuyền từ nhiều động cơ, tấm chắn, và một kho các loại vũ khí khác nhau.

### Ngoại giao

Trong các game 4X, như bức ảnh của Sins of a Solar Empire, những người chơi ganh đua có thể đàm phán điều ước với nhau.

Các game 4X thường cho phép người chơi đối thủ được quyền tham gia vào hoạt động ngoại giao. Trong khi một số tựa game chiến lược có thể cung cấp thêm phần chia sẻ chiến thắng và lối chơi đồng đội, mối quan hệ ngoại giao có xu hướng bị hạn chế từ sự lựa chọn nước đôi giữa một bên là đồng minh hay kẻ thù. Các game 4X thường cho phép các mối quan hệ ngoại giao diễn biến phức tạp hơn giữa các đối thủ cạnh tranh không phải là người cùng một đội. Ngoài việc thiết lập đồng minh hay gây thù chuốc oán thì người chơi cũng có thể tiến hành việc trao đổi tài nguyên và thông tin với các đối thủ khác.
Ngoài ra để chiến thắng thông qua các cuộc chinh phục, Các game 4X thường cung cấp các mục tiêu/điều kiện chiến thắng hòa bình mà không có liên quan đến việc tiêu diệt người chơi đối thủ (mặc dù chiến tranh đôi lúc vẫn còn cần thiết vì nhằm đạt mục tiêu một cách nhanh chóng nhưng sẽ gặp phải rất nhiều khó khăn và trở ngại). Ví dụ, một số tựa game 4X cung cấp chiến thắng cho một người chơi bằng cách đạt được một số điểm nhất định hoặc có điểm số cao nhất sau khi thông một số lượt đi nhất định. Nhiều game 4X trao giải thưởng chiến thắng cho người chơi đầu tiên làm chủ một công nghệ tiên tiến, tích lũy một số lượng lớn các thành phần văn hóa, hoặc hoàn thành một thành tựu vĩ đại nào đó. Một số game 4X còn trao tặng "chiến thắng về mặt ngoại giao" cho bất cứ ai có thể giành lấy chiến thắng thông qua một cuộc bầu cử do người chơi đối thủ quyết định, hoặc duy trì hòa bình với một số lượt được định rõ trong game.

### Sự phức tạp
Những game 4X được biết đến chủ yếu là phần chiến lược theo chiều sâu và lối chơi phức tạp của chúng. Cách chơi thường được ưu tiên hơn là việc chăm chút mảng đồ họa. Trong khi đó, các game chiến thuật khác chỉ tập trung vào phần chiến đấu thì các game 4X còn cung cấp sự kiểm một cách soát chi tiết hơn về các mặt ngoại giao, kinh tế, và nghiên cứu; tạo cơ hội cho việc thi thố đủ loại chiến lược. Điều này cũng mang lại những thách thức mà người chơi phải quản lý một số chiến lược cùng một lúc và lập kế hoạch cho những mục tiêu dài hạn.
Để trải nghiệm một mô hình chi tiết của một đế chế lớn, các game 4X được thiết kế dựa theo những thiết lập phức tạp của luật chơi trong game. Ví dụ, năng suất của người chơi có thể bị giới hạn bởi sự ô nhiễm. Người chơi cần phải cân bằng ngân sách, như quản lý nợ nần, hoặc hoàn trả chi phí duy trì, bảo quản và tu bổ (đường sá, cầu cống, ruộng đất, đê điều, an sinh xã hội và các chính sách khác). Các game 4X thường xuất hiện những xáo trộn về mặt chính trị như nổi loạn, đảo chính quân sự, bất ổn nội bộ hoặc thượng nghị viện cùng dân chúng tiến hành lật đổ đảng phái chính trị của người chơi hoặc buộc họ phải đàm phán hòa bình.
Chính vì sự phức tạp đến như vậy đòi hỏi người chơi phải quản lý một lượng thông tin lớn hơn so với các game chiến lược khác. Các nhà thiết kế game thường thiết lập công việc quản lý đế chế vào các màn hình giao diện và chế độ khác nhau, chẳng hạn như một màn hình riêng biệt cho phần ngoại giao, quản lý các khu định cư cá nhân và quản lý các chiến thuật chiến trận. Đôi khi hệ thống diễn ra khá phức tạp đủ giống như một minigame. Điều này trái ngược hẳn với hầu hết các game chiến lược thời gian thực. Dune II là tựa game được cho rằng đã thiết lập các quy ước cho thể loại chiến lược thời gian thực, về thiết kế cơ bản để trở thành một "giao diện phẳng" mà không có màn hình bổ sung.

### Sự cuốn hút

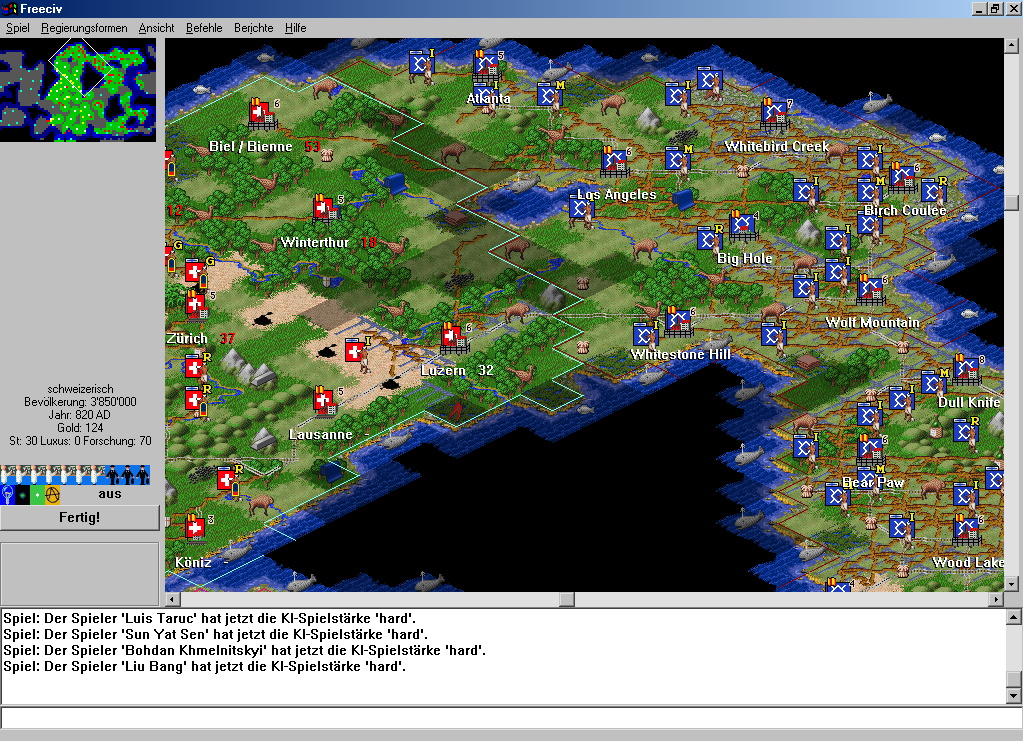
Đối với hai đế chế láng giềng tiên tiến theo dạng 2D trong Freeciv

Kể từ khi các game 4X tập trung vào việc quản lý chi tiết cả một đế chế rộng lớn thì tiến trình của game thường kéo dài hơn so với các game chiến lược khác. Tiến trình của game có thể phải mất đến một vài giờ chơi, đặc biệt sẽ gây trở ngại đối với nhiều trận đấu trong phần chơi mạng. Ví dụ, một màn chơi chiến dịch cỡ nhỏ trong game Sins of a Solar Empire có thể kéo dài hơn 12 giờ chơi. Tuy nhiên, người hâm mộ của thể loại này đôi khi mong đợi và đi theo chặng đường lâu dài của game. Đối với trường hợp các game 4X dạng theo lượt thường phân chia tiến trình này thành hàng trăm lượt chơi.
Chính vì các hành động lặp đi lặp lại và thời gian chơi dài, nên các game 4X luôn bị chỉ trích vì công việc quản lý vi mô quá mức. Trong giai đoạn đầu của game thì thường không có vấn đề gì, nhưng càng về sau thì việc quản lý quá nhiều khu định cư của một đế chế có thể tiêu tốn một vài phút trong một lượt chơi. Vì thế đã làm gia tăng giờ chơi lên gấp đôi, khiến cho nó trở thành một gánh nặng đặc biệt trong phần chơi mạng. Để khắc phục vấn đề này, các game 4X đã đưa ra giải pháp là cung cấp các thống đốc AI sẽ tự động hóa việc quản lý vi mô các lệnh xây dựng thuộc địa, nhưng người chơi thường than phiền về việc các thống đốc hay đưa ra những quyết định sai lầm tệ hại. Đáp lại, các nhà phát triển đã thử các cách tiếp cận khác nhau để giảm tải việc quản lý vi mô, và một số giải pháp được đón nhận nhiều hơn số khác. Các nhà bình luận nói chung đều đồng ý rằng game Galactic Civilizations đạt được thành công vang dội, mà trang GamingNexus.com cho là do sử dụng các thống đốc có thể lập trình trong game. Sins of a Solar Empire được thiết kế nhằm ngăn chặn việc khuyến khích quản lý vi mô, và nhận xét rằng giao diện của game khiến cho việc quản lý đế chế trở nên ngắn gọn hơn. Mặt khác, trong tựa game Master of Orion III đã giảm bớt việc quản lý vi mô bằng cách hạn chế người chơi kiểm soát toàn bộ đế chế của họ.

### Nguồn gốc

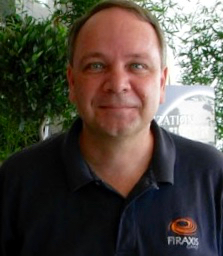
Sid Meier, người sáng tạo ra loạt game Civilization thuộc dòng game 4X

## Lịch sử